# Mike Hoare
Thomas Michael Hoare, gyakran Mad Mike Hoare azaz Őrült Mike Hoare (Kalkutta, Brit India, 1919. március 17. – Durban, Dél-afrikai Köztársaság, 2020. február 2.) brit zsoldos katona, aki az afrikai és Indiai-óceáni térségben végrehajtott bevetései révén vált ismertté.

## Korai évek és hivatásos katonai szolgálat
Az ír származású Hoare Indiában született. A második világháborúban a brit hadsereg páncélos hadosztályában teljesített szolgálatot Észak-Afrikában, ahol századosi rendfokozatot ért el. A háború után Dél-Afrikába, Durbanba vándorolt ki, ahol vadászexpedíciókat szervezett és zsoldosként különböző afrikai országokban harcolt.

## Kongói válság
A kongói válság alatt Mike Hoare két különböző zsoldoshadosztályt irányított:
- - 1960–61 Az első bevetését az újonnan függetlenné vált Kongótól elszakadni vágyó Katanga tartományban hajtotta végre. A 4 Commando nevű egységet vezényelte. Ekkor vette feleségül Phyllis Simmst, aki stewardessként dolgozott.
  - 1964 Moise Csombe, a Kongói Köztársaság miniszterelnöke megbízatást adott Mike Hoare ezredesnek, hogy irányítsa az 5 Commando nevű katonai egységet, amely megközelítőleg 300 főből állt, akiknek nagy része dél-afrikai volt. Az egység küldetése az volt, hogy harcoljon a szimba lázadó csoport ellen, akik az elszakadásért küzdöttek. Később Hoare és a zsoldosai a belga ejtőernyős csapatokkal, kubai száműzött pilótákkal és CIA-zsoldosokkal összehangolva erőiket megpróbáltak 1600 polgári személyt (többnyire európaiakat és misszionáriusokat) Stanleyville-ből, a szimba lázadóktól megmenteni a Vörös Sárkány hadműveletben.[2]

## Hoare könyve a kongói harcokról
Congo Mercenary című könyvében a Kongóban katonaként eltöltött időszakról ad leírást. Számos esetet feldolgoz, köztük azt is, amikor az ő egységéhez tartozó egyik zsoldosról azt állították, hogy megerőszakolt és meggyilkolt egy fiatal lányt. A könyvében ecseteli, hogy tagja volt annak a katonai bíróságnak, aki elé került az ügy. A bíróság másik két tagja azt tanácsolta, hogy büntetésként vagy végezzék ki a férfit, vagy kapjon harmincöt ütést kilencágú korbáccsal. Hoare ítélete szerint – amelyet végül végrehajtottak – az elkövetőnek a nagylábujját kellett feláldoznia tudván, hogy hivatásos labdarúgó volt. Hoare bevallja, hogy ő maga lőtte le a férfi nagylábujját egy automata pisztollyal.

## A seychelle-i ügy
Azok a seychelle-i száműzöttek, akik Dél-Afrikába menekültek 1978-ban tárgyalni kezdtek a dél-afrikai kormánnyal James Mancham exelnök nevében azzal a céllal, hogy puccskísérletet szervezzenek az új elnök, France-Albert René ellen. A hadműveletről az Amerikai Egyesült Államok fővárosában, Washington D.C.-ben döntöttek, miután az amerikaiak úgy ítélték meg, hogy veszélybe kerülhet a Diego Garcia szigeten létesített új katonai támaszpontjuk, illetve meggyőződtek arról, hogy René nem korrumpálható az amerikaiak kénye-kedve szerint.
Mancham szövetségesei felvették a kapcsolatot Hoare-vel – aki akkortájt polgári lakosként Dél-Afrikában tartózkodott – és próbálták rábeszélni, hogy vegyen részt az akcióban ötvenhárom zsoldossal egyetemben, akiket a dél-afrikai különleges csapatokból (Recces), leszerelt rodéziai katonákból és volt kongói zsoldosokból verbuváltak. Hoare beleegyezését adta.
A katonai puccs előestéjén, Hoare és társai álruhát viseltek és úgy tettek, mintha a sörivást igen kedvelő Ősi Habnyelő Rend tagjai lennének. Egy swázi királyi sugárhajtású géppel érkeztek Mahé-szigetére saját fegyvereikkel a fedélzeten. Hoare kilencfős előőrse megelőzve a többieket már 1981. november 25-én este a szigeten volt.
Egy éber vámos akadályozta meg a puccsot, amikor észrevette, hogy az egyik zsoldos csomagjából egy AK-47 rohamfegyver kandikál ki. Negyvenöt zsoldosnak sikerült az Air India légitársaságnak azzal a gépével elmenekülnie, amely akkor szállt le, amikor a repülőtér az ő ellenőrzésük alatt volt. A gépet sikerült eltéríteniük és a dél-afrikai Durbanba irányítaniuk. Az „ottfelejtett” négy zsoldost a Seychelle Köztársaság hazaárulás vádjával elítélte, de később a dél-afrikaiakkal való egyezkedést követően 3 millió US dollár váltságdíj fejében elengedték őket.
1982 januárjában az ENSZ Biztonsági Tanácsa egy nemzetközi bizottságot nevezett ki, hogy vizsgálatot folytasson a puccskísérlet körülményeinek felderítésére. Az ENSZ-jelentés megállapította, hogy a dél-afrikai védelmi ügynökségek részesei voltak az eseményeknek, és fegyverekkel, valamint lőszerrel látták el a zsoldosokat.
A dél-afrikai biztonsági szolgálatokkal kapcsolatba hozták a gépeltérítőket, akiket először emberrablással vádoltak, aminek nincs alsó büntetéshatára, de később nemzetközi nyomásra a vádat a magasabb büntetési kategóriájú gépeltérítésre minősítették át. A tárgyalások alatt Hoare kitartott a véleménye mellett, miszerint a dél-afrikai kormány áldását adta a katonai műveletre: „Dél-Afrikára úgy tekintek, mint a civilizáció bástyájára abban az Afrikában, amely a totalitárius kommunizmus támadásának van kitéve. Én ennek a harcnak az arcvonalában veszek részt, és a közös létünkért küzdök”. 1985-ben helyezték szabadlábra.
A zsoldosok egyikét, egy amerikai vietnami veteránt gépeltérítés bűntettében nem találták bűnösnek, mert a tűzharcban súlyosan megsérült, és emiatt ájultan tették fel a repülőgépre. A többieket három hónap magánzárkában letöltött időszak után csendben kiengedték.